# I. Balduin jeruzsálemi király
I. Balduin jeruzsálemi király és edesszai gróf (latinul: Balduinus I, franciául: Baudouin de Boulogne; Lotaringia, 1060 után – el-Arís, 1118. április 2.) frank nemes, keresztes lovag, 1098–1100 között Edessza grófja, 1100–1118 között Jeruzsálem királya.
1096-ban fivéreivel csatlakozott az első keresztes hadjárathoz, majd a főseregtől leszakadva 1098-ban az első keresztes államként létrehozta az Edesszai Grófságot. Bátyja, Bouillon Gottfried halála után szövetségesei támogatásával fellépett a Jeruzsálem feletti uralomra szintén igényt tartó jeruzsálemi pátriárka ellen, és a jeruzsálemi királyi cím felvételével megteremtette a tulajdonképpeni Jeruzsálemi Királyságot. Uralkodásának első öt évében sikeresen visszaverte a fátimida Egyiptom támadásait, és különféle privilégiumok fejében megszerezte az itáliai kereskedővárosok katonai támogatását. Az itáliai flották segítségével a királyság fennmaradásában kulcsszerepet játszó kikötőket – Caesarea, Akkon, Bejrút, Szidón – foglalt el, kiterjesztve a keresztesek uralmát csaknem az egész szír-palesztin partvidékre. Az egyházzal folytatott küzdelme egy világi királyság létrehozásáért az ő győzelmével zárult: fő hatalmi riválisa, Daimbert jeruzsálemi pátriárka elmozdíttatása után a király nagy befolyással bírt a jeruzsálemi patriarkátus fölött. 1109-ben részt vett a Tripoliszi Grófság megalapításában; ekkorra a többi keresztes állam vezetője is elismerte vezető szerepét és hűbérúri mivoltát a fejedelemségek fölött. 1113-ban sikeresen állt ellen a damaszkuszi–moszuli szövetség inváziójának; 1115–1118 között, uralkodásának utolsó éveiben több hadjáratot vezetett országa déli határán túlra, seregeivel eljutott egészen a Vörös-tengerig és a Nílus deltájáig. Halála után unokatestvére, II. Balduin edesszai gróf követte a trónon.

## Élete

### Származása és ifjúkora
Pontos születési dátuma nem ismert; a rendelkezésre álló adatok alapján 1061–66 vagy 1061–1070 között látott napvilágot II. Euszták boulogne-i gróf (1015/1020 k. – 1087 k.) és Ida lotaringiai hercegnő (1040 k. – 1113) harmadik és egyben utolsó fiaként. Apai és anyai ágról is ősi családból származott: Joseph François Michaud francia történész csak anyai ági felmenőként, egyes legendák azonban mindkét szülő közös őseként nevezik meg magát I. Károly római császárt és frank királyt. Idősebbik bátyját, Eusztákot a grófi cím várományosaként kezelték, míg ifjabbik fivére, Gottfried előtt a katonai hivatás lebegett célként, mielőtt gyermektelen anyai nagybátyját követte volna a lotaringiai trónon. Baudouint, mint legfiatalabb gyermeket, egyházi pályára szánták a szülei, különösen mélyen vallásos édesanyja. A reimsi székesegyház iskolájának tanulója volt, s ennek köszönhetően – igénytelennek tartott bátyjaival ellentétben – kifinomult műveltségre tett szert. Türoszi Vilmos, a 12. századi történetíró elmondása alapján „fiatal korában [Boulogne-i Balduin] gondos nevelést kapott a szabad művészetekből. Klerikus lesz belőle, így mondták, és előkelő felmenői révén a reimsi, cambrai-i és liège-i egyházkerületben kapott rendszerint praebendának nevezett benefíciumokat.” A fiatal nemes azonban 1080 körül lemondott egyházi karrierrel kapcsolatos terveiről: „számunkra ismeretlen oknál fogva levetette a klérusi csuhát, fegyvereket vett magához, és katonának szegődött.” 1086-ban már katonaként, a Gottfried bátyja segítségére siető erősítés egyik parancsnokaként vett részt Stenay ostromában.
Vallásos tanulmányai befejezése után, 1090 környékén Boulogne-i Balduin megnősült; felesége Godehilde de Tosny (?–1097), II. Raoul de Tosny normann nemesember leánya. A de Tosny család tekintélyes földbirtokokkal rendelkezett mind Normandiában, mind Angliában; a házasság tehát új távlatokat nyitott Boulogne-i Balduin előtt. A feljegyzések szerint ekkortájt főleg felesége családjának conches-i várában és az atyai birtokon tartózkodott sokat; a keresztes háborút közvetlenül megelőző időszakban azonban egyre gyakrabban fordult meg Lotaringiában: vélhetően őt tették meg Gottfried bátyja örökösének arra az esetre, ha a lotaringiai herceg gyermektelenül hal meg. Ezt látszik alátámasztani az is, hogy Boulogne-i Balduin vette át Verdun grófságának kormányzását a bátyjától.

### Az első keresztes hadjárat
1095-ben II. Orbán pápa meghirdette az első keresztes hadjáratot a Szentföldre azért, hogy segítsenek a bizánciaknak és visszafoglalják a szeldzsuk törököktől Jeruzsálem városát. A felhívásra hamarjában paraszti, alsóbb néposztályok alkotta sereg verődött össze, amely 1096 áprilisában Remete Péter vezetésével indult meg a Szentföld irányába, ámde az út folyamán többször is kifosztották, kirabolták a környező vidékek lakosságát, mígnem végül október 21-én a „szegények seregét” szétverték Anatóliában. Ugyanekkor egy másik, főként nemesek alkotta csapat is gyülekezett Bizánc szomszédságában, ugyancsak a pápai felhívásra válaszul. Hozzájuk szándékozott csatlakozni Balduin és két testvére, Euszták és Gottfried. Baudouint elkísérte felesége is; az utazás és a fegyverzet költségeit csak úgy tudták fedezni, hogy eladták ingóságaikat. A testvérek 1096 augusztusában hagyták el Lotaringiát, s Remete Péter útvonalát követve tartottak a bizánci fővárosba. Októberben érték el Magyarország határát; Bouillon Gottfried követeket küldött Kálmán magyar királyhoz, hogy engedélyt kérjen az országon való átvonulásra. Az uralkodó Sopronban személyesen is tárgyalt a kérdésről a lotaringiai herceggel; ezalatt a határ túloldalán várakozó had parancsnoka Boulogne-i Balduin volt. Kálmán király azt szabta a keresztes áthaladás feltételéül, hogy Boulogne-i Balduin és a felesége maradjanak hátra túszként egészen addig, míg a keresztesek el nem hagyják az országot. Boulogne-i Balduin csak hosszas vonakodás után fogadta el a feltételeket; végül akkor csatlakozott a sereghez, mikor az november végén átkelt a Száva folyón, és megérkezett Nándorfehérvárra. Innen a keresztes had tovább menetelt a Balkánon át a bizánci főváros felé. A fivérek december 23-án érkeztek meg a Bizánci Birodalom székhelyébe; a császár kifejezett kívánságára az Aranyszarv-öböl felső részénél táboroztak le. Bouillon Gottfried itt szándékozott bevárni a többi keresztes vezetőt, akik szintén útra keltek már.

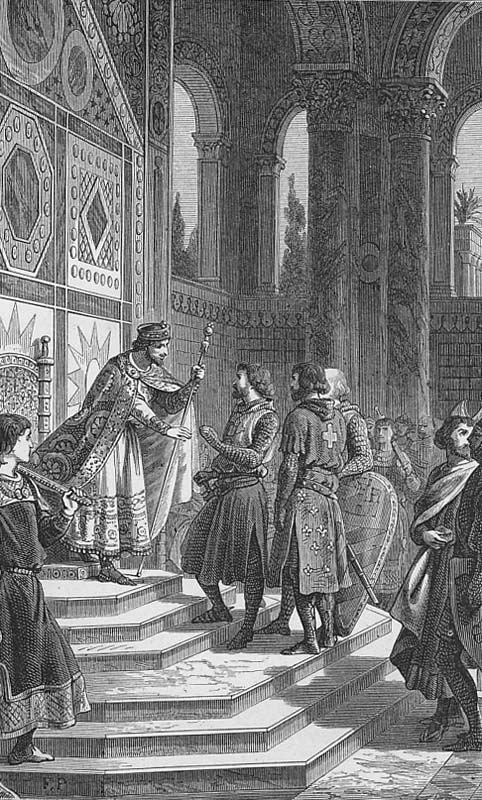
A bizánci császár fogadja a Boulogne-fivéreket (19. századi metszet)

A fővárosban székelő bizánci uralkodó, I. Alexiosz bizánci császár megrémült a keresztes seregek nagyságát látván; s gondja volt rá, hogy mindig a lehető legkevesebb számú keresztes tartózkodjék a fővárosban, illetve hogy minél gyorsabban átkeljenek a Boszporuszon. A császár hűségeskü fejében hajlandónak mutatkozott a keresztes seregek ellátmányát biztosítani; az esküt azonban sem Bouillon Gottfried, sem Boulogne-i Balduin nem tette le. I. Alexiosz válaszul megvonta az ellátmányt, így a keresztesek a környező lakosság kifosztására kényszerültek, és a sikereken felbuzdulva a fővárost is fenyegették. Az ellenük vezényelt császári csapatok könnyedén megfutamították a kereszteseket; így Boulogne-i Balduin és a többi keresztes vezető április 4-én, húsvétvasárnap kénytelen volt letenni a hűségesküt a császárnak: ebben megígérték, hogy az újonnan megszerzett területek mind a bizánci uralkodót illetik. A Boulogne-fivérek vezette csapat továbbvonult Pelekanonig; helyükre hamarosan újabb keresztesek érkeztek a bizánci udvarba. Ők is letették a hűségesküt a császárnak; az eskütételre az uralkodó meghívta Bouillon Gottfriedet és testvéreit is. Az ünnepély végeztével az egyik frank nemes ráült a császári trónra, mire Boulogne-i Balduin felállította onnan és „ráripakodott, hogy csak az imént lett a császár hűbérese, vegye hát figyelembe az ország szokásait.”
Boulogne-i Balduin április 26-án indult el testvéreivel Pelekanonból; előttük és mögöttük alig egy napnyi távolságra menetelt Bohemund tarantói herceg, illetve IV. Rajmund toulouse-i gróf. Május 6-án értek a szeldzsuk főváros, Nikaia falai alá, és megkezdték annak ostromát. Június 19-én, közel egy hónapon át tartó kemény ostrom gyümölcseként a szeldzsuk főváros megadta magát – igaz, nem a keresztes seregeknek, hanem a megsegítésükre érkező bizánci csapatoknak. Nikaiából a keresztesek a régi bizánci úton indultak tovább Kis-Ázsia felé, hogy Antiochia érintésével érjék el úti céljukat, Jeruzsálemet. Még Nikaia ostroma közben Boulogne-i Balduin megismerkedett Vazul rabani és kaiszoni örmény fejedelem fivérével, Bagrattal. Bagrat csatlakozott a keresztesekhez, és barátságba került Boulogne-i Balduinnal: kapcsolatuk erősnek bizonyult, Bagrat tanácsadóként elkísérte a frank nemest hadjáratai és kalandozásai során. Dorülaion közelében török csapatok támadták meg őket, azonban nehézlovasságukra támaszkodva a keresztesek megfutamították ellenségeiket. A sereg tovább menetelt a Kilikiai Örmény Királyság felé, az anatóliai sivatagon át. Az út viszontagságos volt a nyári forróságban: „kietlen, víz nélküli és lakatlan vidék, ahonnan csak nehezen tudtunk kievickélni és elevenen kimenekülni, mivel rendkívül sokat szenvedtünk az éhségtől és a szomjúságtól. Semmi ennivalót nem találtunk, hacsak tövises növényeket nem, amelyeket összegyűjtöttünk, és a kezünk között szétmorzsoltunk.” Az útszakaszt augusztus közepén hagyták maguk mögött, hogy néhány ikónioni pihenőnap után megérkezzenek Hérakleiába, az antiochiai út egyik fontos elágazásához: a főút a Kilikiai-kapun át haladt, mely azonban török kézen volt, és a zord időjárás mellett a hágók, szurdokok keskenysége is további veszélyforrást jelentett. A másik út, némi kitérővel, Kaiszareia érintésével, az Anti-Taurusz-hegységen át vezetett, többnyire örmény keresztények lakta területeken. A keresztes sereg három részre szakadt: a fősereg a kockázatok mérlegelése után, meghallgatva a velük tartó bizánci vezetők tanácsát is, a biztonságosabbnak ítélt kaiszareiai útvonal mellett döntött, két kisebb egység pedig – Hauteville Tankréd, illetve Boulogne-i Balduin csapata – a rövidebb és gyorsabb első megoldást választotta.
Boulogne-i Balduin és Hauteville Tankréd kiválását a főseregből általánosságban egyéni akcióként, személyes becsvágyukkal szokás magyarázni. Ugyanakkor John France történész felvetette az úgynevezett „örmény stratégia” ötletét. Eszerint a bizánci császárral megbeszélteknek megfelelően a keresztesek arra törekedtek, hogy maguk mellé állítsák a térség örmény lakosságát a török helyőrségekkel szemben. Ennek egyik nem mellékes eredménye az lett, hogy a környékbeli örményekkel kötött barátság révén a keresztesek elszigetelték Antiochiát a muszlim törzsterületektől.
Szeptember 14–15. körül Hauteville Tankréd nyomdokait követve Boulogne-i Balduin a főseregtől leszakadva nyugati irányba vonult, a Taurusz-hegység láncain és a Kilikiai-kapun át Tarszosz városa felé, majd onnan felkanyarodva Mamisztrán keresztül az örmény fővárosba. Seregét mintegy ötszáz lovag és kétezer gyalogos alkotta. Hauteville Tankréd a helyi keresztény és örmény lakosság kérésére a török kézen levő Tarszosz erődje ellen vonult a lehető legrövidebb útvonalon. Boulogne-i Balduin nehezebb fegyverzetű seregével a régi főutat választotta, ezért mintegy három nappal lemaradt Hauteville Tankréd mögött; a török helyőrség csak a boulogne-i gróf közeledő csapatát látva adta fel a várost. Hauteville Tankréd saját uradalmának nyilvánította a települést, de végül kénytelen volt meghátrálni a nagyobb haderővel rendelkező Boulogne-i Balduin elől, aki szintén magának követelte Tarszoszt. Miután átvette a város feletti uralmat, Boulogne-i Balduin a szülővárosából származó Boulogne-i Guynemer kalózkapitány legénységének támogatásával saját helyőrséget állított fel a városban. A két rivális nagyúr, Hauteville Tankréd és Boulogne-i Balduin csapatai hamarosan szembekerültek egymással Mamisztránál, ám a két frank vezér végül békét kötött egymással.
Boulogne-i Balduin ősz közepe táján az örmény fővárosba, Marasba sietett, miután értesült róla, hogy felesége, a hérakleiai szétválás óta a fősereggel utazó Godehilde de Tosny haldoklik. Maras örmény ura, I. Torosz kilikiai örmény nagyúr szívélyesen fogadta a kereszteseket: a Bouillon Gottfried vezette, a kaiszareiai úton érkezett keresztes fősereg a városban töltött rövid pihenőidőt a továbbindulás előtt. Godehilde de Tosny nem gyógyult fel betegségéből; halála azt jelentette, hogy férje nem tarthatott többé igényt az asszony birtokaira.
Boulogne-i Balduin ezután sem maradt a fősereggel. 1097. október 17-én ismét leszakadt a főhadtesttől: unokatestvérével, Bourcq-i Balduinnal az Eufrátesz völgyét és az örmény fennhatóság alatt álló Edesszát tűzték ki úti célul. Hada mindössze száz főt számlált, lényegesen kevesebbet, mint a kilikiai expedícióban: vélhetően az Antiochia ostromára készülő fősereg nem nélkülözhetett ennél több katonát. Az Eufrátesz vidékén lévő kisebb örmény fejedelemségek és városállamok felszabadítóként üdvözölték a frank sereget: egyszerre reméltek tőlük segítséget a környéken portyázó törökök és a bizánciak ellen. A szívélyes fogadtatásban valószínűleg az örmény tanácsadónak, Bagratnak is nagy szerepe volt. 1097 telének elejére a keresztesek egészen a folyóig nyomultak előre, és átvették az uralmat a térség két legjelentősebb erődje, Ravendel és Turbesszel fölött.

### Magánélete
| „                                                  | Személyében a keresztes hadjárat legtehetségesebb és legkiválóbb államférfiját tisztelhetjük. Valamennyiük közül Balduin volt a legtehetségesebb, legtürelmesebb és a leginkább előrelátó. | ” |
| – Steven Runciman I. Balduin jeruzsálemi királyról | |   |

Foucher de Chartres, az első keresztes hadjárat francia krónikása, aki káplánként csaknem mindenhova követte Boulogne-i Balduint, Józsuéhoz hasonlította a lovagot: „népének segítő jobbkeze, ellenségeinek a félelmük, saját királyságának bátor vezetője.” Politikai és hadvezetési érzékéről a későbbi korok krónikásai is elismerően írtak, noha magánéletét illetően olykor helytelenítő kritikákat is megfogalmaztak vele szemben. Államférfiúi képességeivel, sikeres hadjárataival kivívta a muszlimok tiszteletét és elismerését is. Jelleméről árulkodhat, hogy káplánjától és egyben krónikásától, Foucher de Chartres-tól nem várta el a részlehajlást, és – feltéve, hogy volt tudomása ezekről – nem húzatta ki a krónikából káplánja vele szemben kritikus észrevételeit például az elvesztett második ramlai ütközet kapcsán.
Türoszi Vilmos, aki ugyan nem ismerte személyesen Boulogne-i Balduint, leírásában Saulnak nevezte: „Balduint nagyon magasnak mondják, sokkal nagyobb testű, mint fivére, úgyhogy – ahogy az Saulról írva vagyon – »egy fejjel magasabb volt mindenkinél«. Világos arcbőre volt, sötétbarna hajjal és szakállal. Orra sasorr, felső ajka prominens. Alsó állkapcsa kissé beesett, de nem túlságosan, hogy hiányosságnak lehessen venni. Testtartása, mozdulatai méltóságteljesek, beszédében és öltözködésében komoly. Mindig egy vállról lelógó mentét hordott. Viselkedésének és beszédének komolysága miatt azok, akik nem ismerték, inkább püspöknek gondolták, semmint világi személynek. […] Nem volt sem testes, sem túlságosan sovány, hanem közepes testfelépítésű. A fegyverek használatában szakértő, lóháton fürge; aktív és szorgalmas, amikor az államérdek szólította.” A keresztes hadjáratokról és a Boulogne-fivérekről szóló történeti művekben gyakran emelik ki, hogy – amellett, hogy fizikumban nagyobb volt fivéreinél – Boulogne-i Balduin jelleme, életszemlélete is merőben más volt, mint bátyjaié:
„[Bouillon Gottfriednél] Balduin még magasabb, aki a bátyjától minden tekintetben különbözött. Haja sötét volt, arca borotvált, bőre fehér; kemény, szívós, rideg fajta, aki örömét lelte a pompában, mégis könnyedén viselte el a háborús viszontagságokat.” „Közülük [a Boulogne-rokonságból] a legderekabb Gottfried öccse, Balduin boulogne-i gróf: nagyratörő, hatalma tudatában gőgös arisztokrata, egy fejjel magasabb Gottfriednál is, ám jóval karcsúbb nála; sok másban is homlokegyenest ellentéte bátyjának. […] Kemény, acélos fajta tehát, ízig-vérig akarnok: bátor, okos, lelkiismeretlen. Az első keresztes háború valamennyi részvevője közül a legsikeresebb.”
Már a Szentföld királyaként, frank nemesi származása és keresztény uralkodói mivolta ellenére Boulogne-i Balduin szívesen öltötte magára a muzulmán előkelők viseletét, s így példájával hozzájárult ahhoz, hogy a muszlim ruha- és hajviselet elterjedt a keresztes államokban letelepedett frank nemesek körében.
Boulogne-i Balduin magánélete, szexuális beállítottsága a legújabb kori történeti munkákban vitatott. Háromszor nősült, második és harmadik házassága kétségtelenül boldogtalan volt. A források ellentmondásosak arra vonatkozóan, hogy születtek-e gyermekei: Steven Runciman, Rudolf Pörtner és Christopher MacEvitt történészek a keresztes hadjáratokról írott könyvükben megemlítik futólag, hogy Boulogne-i Balduinnak első feleségétől származtak utódjai, akiket magukkal vittek a keresztes hadjáratra. A gyermekek azonban mindannyian még kiskorukban meghaltak, ugyanabban a betegségben, melyben az édesanyjuk. Alan V. Murray történész ellenben hangsúlyozza, hogy egyetlen elsődleges forrás sem tanúskodik amellett, hogy Boulogne-i Balduinnak lettek volna gyermekei. Szerinte Runciman tévesen értelmezte a latin krónikákban szereplő familia szót, minthogy a középkori latinban nem családot kell alatta érteni, hanem inkább háznépet. Hans Eberhard Mayer, Christopher Tyerman és Malcolm Barber történészek osztják egymás álláspontját arra vonatkozóan, hogy Boulogne-i Balduin vélhetőleg homoszexuális volt. Nézetüket Türoszi Vilmos azon megjegyzésére alapozzák, miszerint I. Balduinról „azt tartották, hogy hiába küzdött a test buja bűnei ellen.” Mayer amellett érvel, hogy a krónikás ezzel leplezetten a homoszexualitásra utal. Thomas Keightley ugyanakkor – ugyancsak Türoszi Vilmos nyomán, ámde teljesen másképp értelmezve a krónikát – azt írja, hogy a boulogne-i gróf „nagy jellembeli hiányossága a hitvesi hűség hiánya volt; azonban sosem viselkedett erőszakosan egyetlen nővel szemben sem; gyengeségét pedig palástolta, amennyire csak lehetséges.” Steven Runciman ezzel összevágóan azt állítja, hogy Boulogne-i Balduin „kedvelte a szerelmi kalandokat, de nagyon diszkréten viselkedett;” és Rudolf Pörtner is megjegyzi, hogy a frank nemest „a veszélyek és a fáradalmak ugyanúgy vonzották, mint a puha párnák és a hölgyek, akiknek elcsavarta ugyan a fejét, de le nem igázhatták soha.”

## Uralkodása

### Edesszai grófként

#### Az első keresztes állam születése

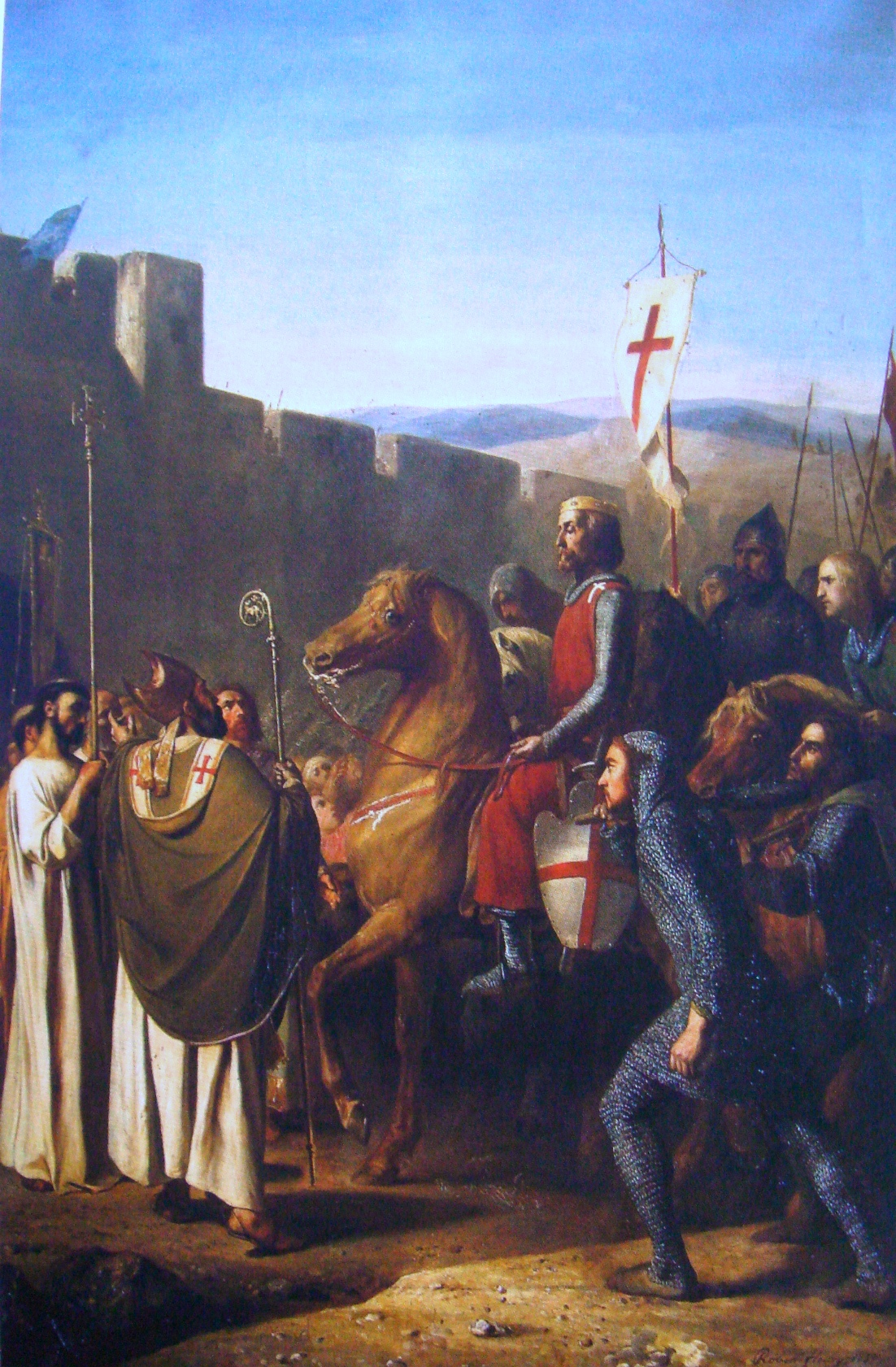
Boulogne-i Balduin bevonulása Edesszába 1098 februárjában (Joseph-Nicolas Robert-Fleury)

1098. február 6-án Boulogne-i Balduin és nyolcvan lovagból álló hada ünnepélyes keretek között bevonult az örmény kézen lévő Edessza városába. Érkezésének hírére a helyiek a város határában gyűltek össze köszöntésére. A francia lovag Torosz edesszai úr, a település kormányzójának meghívására érkezett a városba: az edesszai uralkodó követei újévkor azzal keresték fel őt, hogy segítségét kérve Edesszába hívják. A keresztes fősereg ugyanis ezzel egy időben ostromolta Antiochiát, és a város felszabadítására készülő Kerboga moszuli emír hatalmas seregének útja az edesszai területen vezetett át. Torosz nagyúr eredetileg zsoldosként akarta felfogadni a frankokat, de Boulogne-i Balduin lényegében a saját kedve szerint szabhatott feltételeket a szorult helyzetben lévő edesszai kormányzónak: kizárólag azért cserébe volt hajlandó segítséget nyújtani, ha a korosodó, gyermektelen Torosz edesszai nagyúr fiává és örökösévé fogadja, emellett egyszersmind társuralkodójának nevezi ki őt. Az örökbefogadási szertartásra rögtön azután került sor, hogy a keresztesek megérkeztek Edesszába.
Az örmény nagyúr nem örvendett népszerűségnek alattvalói körében, ezzel szemben Boulogne-i Balduin hamar népszerűvé vált, mikor egy február 14–20. közötti, edesszai fegyveresekkel közösen szervezett expedíció eredményeként edesszai fennhatóság alá vont néhány török falut. A katonai vállalkozás eredetileg Balduk szamoszatai emír megdöntésére irányult, aki – amellett, hogy be-betört az edesszai területekre és kifosztotta a lakosságot – könnyen elvághatta volna a várost a Nyugattól. A keresztes-edesszai hadművelet ugyan nem járt sikerrel, mivel a felkészületlen sereget a törökök meglepték és visszavonulásra késztették, de a török falvak megszállása visszavetette a szamoszatai portyák számát, és megalapozta Boulogne-i Balduin jó hírnevét az örmények körében.
A helyzet az edesszai nagyúr és alattvalói között hamarosan olyannyira elmérgesedett, hogy március 7-én felkelés tört ki a kormányzó ellen. Nem ismeretes, hogy Boulogne-i Balduin milyen mértékben vett részt az összeesküvésben, ugyanakkor nehéz elképzelni, hogy az összeesküvők legalább a frankok hallgatólagos beleegyezését ne szerezték volna meg. A felkelők a fejedelmi palotához vonultak, ahol az uralkodói őrség átállt hozzájuk. Ahelyett, hogy fogadott apja segítségére sietett volna, Boulogne-i Balduin azt tanácsolta Torosz nagyúrnak, hogy adja meg magát, amit az örmény fejedelem meg is tett azzal a feltétellel, hogy feleségével együtt szabadon távozhat az örmény Melitene városába. Noha Boulogne-i Balduin kezességet vállalt örökbefogadója életéért, a lemondott kormányzót bezárták palotájába. Torosz nagyúr március 9-én a palota egyik ablakán keresztül próbált megszökni, a tömeg azonban elfogta és meglincselte.
Másnap, március 10-én Boulogne-i Balduin az elsőként ezzel a névvel, I. Balduinként elfoglalta Edessza trónját, és felvette a grófi címet, létrehozva ezáltal az első keresztes államot. I. Balduin edesszai gróf „másodszülött fiúként hagyta el Európát, otthon semmi reménye sem lehetett, hogy igazi uralkodó legyen, Edesszában viszont még egy évet sem töltött, máris ő lett a leghatalmasabb frank fejedelem Keleten.” Noha Edessza határai nem a Szentföld területén húzódtak, elhelyezkedésénél fogva a fejedelemség stratégiailag fontos szerepet tölthetett be egy esetlegesen később alapítandó palesztinai állam védelmében. Edessza kormányzatát a gróf és frank hűbéresei tartották ellenőrzés alatt, de mind örmények, mind muszlimok viselhettek hivatalt, ahogy az államigazgatásban betöltött posztjaik is megmaradtak. A muszlimok is szabadon gyakorolhatták vallásukat, ámbár a „nyugati közvélemény elszörnyedt e tolerancia láttán.” Vallási toleranciájának zálogaként a gróf feltétlen hűséget követelt alattvalóitól: „ha e téren jogos kételyei támadtak, olyan keményen lesújtott, hogy még a bizonyára korántsem érzékeny lelkű helyi hatalmasságokon is túltett.” A lakosság egésze mindazonáltal a kemény megtorlások után sem fordult a gróf, vagy általánosságban a frank uralom ellen.

#### Az Edesszai Grófság és uralma megszilárdítása
I. Balduin nem sokkal edesszai trónra lépését követően, 1098 nyarán feleségül vette Arda marasi úrnőt, az örmény nemesember Torosz avagy Tatul marasi nagyúr leányát. A gróf ezzel jelentős vagyonra tett szert, minthogy a marasi nagyúr gazdag hozományt – 60 000 bezantot – adott leányának. Az örmény hercegnővel kötött házasság egyrészt biztosította a frankok számára kulcsfontosságú örmény támogatást, másrészt megszilárdította a frank származású uralkodó legitimitását az örmény területekre és az edesszai trónra, mivel azokra Torosz nagyúr örmény fejedelemként jogot formálhatott. I. Balduin és az örmények viszonyát ugyanakkor néhány hónap leforgása alatt beárnyékolta az, hogy az edesszai Torosz nagyúr ideje alatt kivetett magas adóterheket a gróf nem csökkentette; és a városi tanács tagjai is zúgolódtak amiatt, hogy a frank nemesek szava sokkal többet nyomott a latban, s hogy a frankok az ő kárukra kapták vagy terjesztették ki birtokaikat. 1098 év vége felé ezért Edessza vezető örmény polgárai összeesküvést szőttek az uralkodó ellen, melyben a menyegző óta a városban időző Torosz marasi nagyúrra is osztottak szerepet: őt szánták I. Balduin helyére, illetve egy másik forgatókönyv szerint arra kényszerítették volna a keresztes lovagot, hogy apósával közösen kormányozzanak. Egyik hű örmény alattvalója idejében leleplezte a gróf előtt az összeesküvést: annak két vezetőjét elfogták és megvakították, főbb társaikat megcsonkították, a gyanúba keveredetteket pedig börtönbe zárták, javaikat elkobozták. Utóbbiak később 20 000-60 000 bizánci aranyért válthatták meg szabadságukat. A gróf apósa, bár az összeesküvésben betöltött esetleges szerepére nem találtak bizonyítékot, visszatért a hegyekbe – ahova magával vitte leánya hozományának nagyobb részét is, ebből eddig ugyanis csak 7000 aranyat fizetett ki vejének.

Edessza terjeszkedése 1098–1131 között. Az I. Balduin uralta területet sötétpiros jelzi

I. Balduin gróf – noha edesszai regnálása alig két évig tartott – fontos városokkal gyarapította az edesszai birtokokat. Uralkodásának első évében 10 000 aranyért megvette Szamoszata városát Balduk szamoszatai emírtől, aki a várost önként ajánlotta fel, megrettenve az edesszai túlerőtől. Szarúdzs muszlim település volt Edesszától délnyugatra, Balak ibn Bahrám ortokida herceg adófizetője; a városlakók azonban fellázadtak a herceg ellen, mire ő az edesszai gróf segítségét kérte a felkelés letöréséhez. A gróf megragadta a kínálkozó lehetőséget: Szarúdzsban Chartres-i Fulkó parancsnokságával frank helyőrséget létesített. Néhány hónappal később Biredzsiket és a településhez tartozó gázlót vonta fennhatósága alá, ezáltal biztosítva az Edessza és az ország két legfontosabb erődje, Turbesszel és Ravendel közötti zökkenőmentes összeköttetést, továbbá a kapcsolattartást a keresztes fősereggel.
1098 májusában Kerboga moszuli kormányzó felszabadító sereget vezetett a keresztesek ostromolta Antiochia megmentésére. A moszuli csapatok útja edesszai területen át vezetett. Aacheni Albert tudomása szerint Balduin gróf támadott rá az Edesszához közeledő moszuli ellenségre; mindenesetre a moszuli csapatok megszakították útjukat, hogy megkíséreljék bevenni Edesszát. Három hétnyi eredménytelen ostrom után Kerboga továbbhaladt, a késlekedés azonban missziója sikertelenségét eredményezte: mire megérkezett Antiochia alá, addigra a keresztesek a város nagy részét uralmuk alá hajtották. Azáltal, hogy három hétig feltartotta Edessza alatt a moszuli felmentősereget, I. Balduin az egész keresztes hadjáratot megmentette. Később, a nyár folyamán Gottfried bátyja kérésére csapatokat küldött Azáz városa alá: Omár azázi emír fellázadt ura, Ridván aleppói szultán ellen, és mikor a szultán ostrom alá vette engedetlen vazallusát, az emír a keresztesekhez fordult, s az ő segítségükkel a város megmenekült. Az azázi hadműveletek után Bouillon Gottfried az öccsénél keresett menedéket: Antiochiában ekkor járvány dúlt, s Aacheni Albert szerint Bouillon Gottfried e betegség elől húzódott vissza Ravendelbe és Turbesszelbe, testvére ugyanis átengedte neki e településeket.
A keresztes seregek 1099. július 15-én vették be Jeruzsálemet. A Szent Város meghódításával sok keresztes lovag – többek között II. Róbert flamand gróf és II. Róbert normandiai herceg – teljesítettnek érezte fogadalmát, és visszatért szülőföldjére. Feltehetően a Bouillon-fivérek legidősebbje, Euszták is ekkor hagyta el a Szentföldet. Bouillon Gottfried a frank lovagok egyetértésével felvette a „Szent Sír védelmezője” címet: ez tulajdonképpen államfői rangot jelentett, noha Gottfried a királyi címet „visszautasította, mondván, nem lenne helyénvaló királyi koronát viselnie abban a városban, amelyben Krisztus töviskoszorút hordott.” Bizonytalan, hogy Bouillon Gottfried azért nem lett-e király, mert elismerte a pápa igényét, hogy Jeruzsálem az egyházé legyen. Jeruzsálem új urának egészségi állapota év végére megromlott, és nem lévén gyermeke, utódlása lett az egyik legfontosabb kérdés a Szentföldön. Valószínűleg ez is közrejátszott abban, hogy mind a meghódított Antiochia újdonsült uralkodója, I. Bohemund antiochiai fejedelem, mind I. Balduin gróf ekkor látták elérkezettnek az időt jeruzsálemi zarándoklatukra. Velük tartott Daimbert pisai érsek is, a pápai legátus. A zarándokok 1099 novemberének elején keltek útra: az edesszai gróf Banijasznál csatlakozott az antiochiai grófhoz és az érsekhez. Számos hányattatás – úgymint élelemszűke és a térségben szokatlan hideg, esős időjárás – után december 21-én érkeztek meg Jeruzsálembe. A karácsony elteltével a pisai érsek és a vele szövetkező antiochiai fejedelem elmozdíttatták posztjáról Chocques-i Arnulf jeruzsálemi pátriárkát, megválasztásának körülményeit hozva fel indokként; és rábírták Bouillon Gottfriedet, hogy ismerje el a pisai érseket új pátriárkaként. Mind Bouillon Gottfried, mind I. Bohemund letérdeltek az új egyházi vezető előtt, aki beiktatta őket jeruzsálemi, illetve antiochiai birtokukba. Ennek kiemelt jelentősége volt a frissen alapított keresztes államok és a római katolikus egyház viszonyában, hiszen a kérdés, hogy a meghódított területek frank nemesi vezetésű világi, avagy egyházi uralom alatt álló teokratikus berendezkedésűek lesznek-e, egyelőre még nem dőlt el véglegesen. Fivérével és az antiochiai uralkodóval ellentétben I. Balduin edesszai gróf nem hódolt a pátriárkának. Nem tudni, hogy kifejezetten megtagadta ezt, vagy egyszerűen nem merült fel annak szükségessége, hogy az edesszai uralkodó elismerje hűbérurának az egyházat; mindenesetre az egykori pisai érsek és az edesszai gróf gyanakvással kezelték egymást.
A zarándokok 1100 januárjában hagyták el Jeruzsálemet; az edesszai gróf februárra ért vissza országába, ahonnan augusztus legelején újabb hadjáratra indult a melitenei örmények megsegítésére. A város uralkodója, Gábor melitenei úr a keresztesekhez fordult Gázi Gümüstekin danismend emír készülődő támadása miatt. Az örmény fejedelem eredetileg I. Bohemund antiochiai herceget hívta, aki egy kisebb csapat élén meg is érkezett a városhoz, ám seregét a törökök megsemmisítették, az antiochiai uralkodó pedig fogságba esett. Ennek hallatán I. Balduin csupán száznegyven lovagot számláló kis sereggel indult Melitene alá. A danismend emírhez a felmentő sereget jócskán felnagyító hírek jutottak el, ezért még az edesszaiak érkezése előtt visszavonult. Az edesszai csapat követte ugyan a törököket, azonban I. Balduin gróf nem akarta vállalni a kockázatát annak, hogy egy kis sereggel nyomul be az ellenséges országba, így aztán három nap múltán visszafordult Melitenébe. A gróf akadály nélkül vonult be az örmény városba: Gábor melitenei nagyúr felszabadítójaként üdvözölte, és elismerte fennhatóságát. Az edesszai uralkodó ötven lovagot hagyott hátra a település védelmére, maga pedig visszautazott Edesszába.

### Jeruzsálemi királyként
1100. július 18-án elhunyt I. Balduin gróf bátyja, a június közepe óta betegeskedő Gottfried. Bouillon Gottfried végrendelkezése értelmében a Jeruzsálem feletti uralom Daimbert jeruzsálemi latin pátriárkára, a pápai legátusra és egykori pisai érsekre szállt volna, Bouillon Gottfried halála után azonban Warner gray-i gróf a testőrséggel elfoglalta a Dávid-tornyot, majd a ramlai püspök személyében követet menesztett az edesszai grófhoz, hogy felszólítsa őt bátyja örökségének átvételére. Bouillon Gottfried végakaratának figyelmen kívül hagyását az tette lehetővé, hogy ekkor egyedül Warner gróf tartózkodott Jeruzsálemben, a többi keresztes vezető és az örökösnek szánt Daimbert jeruzsálemi pátriárka az akkoni hadjáratban vettek részt. Gray-i Warner üzenetéhez olyan, elsősorban lotaringiai és észak-francia származású lovagok is nevüket adták, akik ekkor a seregben voltak; ez arra utal, hogy előre eltervezték: Bouillon Gottfried akarata ellenére az öccsének kísérlik meg átjátszani a hatalmat, összhangban szülőhazájuk öröklési szokásaival. A történészek hagyományos álláspontja szerint a pátriárka teokratikus, a pápa uralma alá rendelt államot akart kiépíteni a Szentföldön; de többek között Hans Eberhard Mayer és J. G. Rowe is kétségbe vonják, hogy az egyháznak ilyen jellegű törekvései lettek volna, és Daimbert pátriárka személyes hatalomvágyának tudják be a Jeruzsálemért folytatott vetélkedést.
Daimbert jeruzsálemi pátriárka és a keresztes had egy velencei hajórajtól értesült Bouillon Gottfried haláláról. A pátriárka bízott a végrendeletben, valamint abban a tényben, hogy az ellene szövetkező lotaringiaiaknak nincsen vezetője, ezért nem tért vissza azonnal Jeruzsálembe, hanem a sereggel maradt. Hauteville Tankréd tanácsára a keresztesek mindenesetre elhalasztották az akkoni hadjáratot, helyette Haifa erődjét ostromolták meg; a várost július 25. körül vették be. Időközben a pátriárka ugyan tudomást szerzett arról, hogy az edesszai grófot meghívták a trónra, és hogy szövetségesei tartják kezükben a jeruzsálemi fellegvárat; az egyházfi viszont megszerezte magának Hauteville Tankréd támogatását, aki „három éve, kilikiai viszályuk óta gyűlölte Balduint;” és aki időközben a galileai és tibériási hercegi címre is szert tett. Hauteville Tankréd és a pátriárka egyetértettek abban, hogy I. Bohemund antiochiai fejedelem személyében a pátriárka bábját kell trónra ültetni. Az egyházfi titkára útján, levélben küldött utasításokat az antiochiai uralkodónak: tiltsa meg I. Balduinnak, hogy pátriárkai engedély nélkül palesztin földre lépjen, és a tilalmat akár fegyveres úton is tartassa be. IV. Rajmund toulouse-i gróf latakiai udvarában a hatóságok megtalálták a pátriárka küldöncénél a levelet, és „annyira felháborodtak [rajta], hogy a levelet eltüntették, Morellust [a pátriárka titkárát] pedig elfogták.” IV. Rajmund gróf később átadta a levelet I. Balduinnak.
I. Balduin gróf ezzel egy időben a melitenei hadműveletben vett részt; a bátyja halálhírét hozó követekkel csak augusztus vége felé találkozott. Mint Foucher de Chartres udvari káplán megjegyezte, az edesszai uralkodó „illendő bánattal, ám még nagyobb örömmel fogadá a neki jutott örökséget.” A szeptember a jeruzsálemi utazás előkészületeivel és az edesszai trónutódlás elrendezésével telt: a grófi koronát hűbéreskü fejében unokatestvérére, Bourcq-i Balduinra hagyta, ezáltal az Edesszai Grófság a jeruzsálemi uralkodó hűbéresi tartománya lett. A jeruzsálemi trónra esélyesnek tartott I. Bohemund antiochiai fejedelem ekkor török fogságban sínylődött, Daimbert pátriárka pedig tehetetlennek bizonyult az I. Balduint támogató frank nemességgel szemben, nem sikerült visszaszereznie a Dávid-tornyot ellenfele támogatóitól.
I. Balduin október 2-án udvartartásával, kétszáz lovagot és hétszáz gyalogost számláló testőrségével indult el a fővárosba. Antiochiában háromnapos pihenőt tartottak; innen I. Balduin felesége és udvarhölgyei hajóra szálltak Jaffa városába, mivel a szárazföldi utat túl veszélyesnek ítélték meg. A gróf tovább folytatta útját, azonban minduntalan kisebb összecsapásokba keveredett az őt üldöző damaszkuszi törökökkel. Bejrút előtt a damaszkuszi csapatok megkísérelték elpusztítani a keresztes sereget, de a csatát a túlerő ellenére is a keresztények nyerték; ezután Hauteville Tankréd próbálta a jaffai lakosságot I. Balduin ellen hangolni, kísérlete azonban kudarccal végződött, így a herceg visszavonult galileai birtokaira. Balduin november 9-én vonult be a fővárosba, ahol a lakosság örömmel üdvözölte: „nem csak frankok, hanem görögök, szírek és örmények is voltak a Balduint fogadó tömegben, amely díszmenetben kísérte őt a Szent Sírhoz”. Ott I. Balduin felesküdött a Sír szolgálatára, majd átvette lotaringiai szövetségeseitől Dávid várának kulcsát.
Ellenségein nem áll bosszút: Daimbert pátriárka önként vonult vissza egy, a város déli falán kívül, a Sion-hegyen álló kolostorba; I. Balduin pedig meghagyta őt tisztében és jogaiban. Decemberben a pátriárka hivatalosan is békét kötött az új uralkodóval, és visszatért a fővárosba. Tankréd galileai herceggel hosszas egyeztetések után 1101 márciusának elején I. Balduin személyesen tárgyalt: a herceg – minthogy az antiochiai uralkodó továbbra is török fogásban volt – megkapta az antiochiai régensi címet, míg galileai birtokait visszaadta a királynak, ezzel mintegy nyilvánosan elismerve, hogy Galilea nem önálló, hanem a Jeruzsálemi Királysághoz tartozik.
1100. november 11-én, Szent Márton napján I. Balduin felvette a jeruzsálemi királyi címet. Aacheni Albert tanúsága szerint I. Balduin a regnum Iherusalem [Jeruzsálem királysága], a regnum Godefridi ducis [Gottfried herceg királysága] vagy a thronum regni eius [az ő királyi trónusa] örökséget vette át. Krónikájában az új jeruzsálemi uralkodót ekkor a princeps címmel illeti, illetve egy helyen a némiképp kevert rex Christianorum et princeps Iherusalem [a keresztények királya és Jeruzsálem fejedelme] titulust használja; a koronázás után azonban már úgy utal rá, mint rex [király], olykor hozzátéve az et defensor [és védelmező] jelzőt. Egy 1104-es keletű, genovaiaknak kiállított oklevélben a király teljes címe: Balduinus rex Iudee et Iherusalem ac defensor sanctissimi Sepulchri domini nostri Ihesu Christi [Balduin, Júdea és Jeruzsálem királya és urunk Jézus Krisztus legszentebb Sírjának védelmezője].
I. Balduin király koronázására 1100. december 25-én, karácsony napján került sor a betlehemi Születés templomában – a jeruzsálemi helyszín ellen a klérus tiltakozott arra hivatkozva, hogy nem volna illendő királykoronázást tartani abban a városban, ahol Jézus töviskoszorút viselt. A koronázási szertartást a jeruzsálemi pátriárka celebrálta. A királyi cím nem pusztán azt hivatott kifejezni, hogy az új uralkodó független az egyháztól, hanem egyben nyomatékot adott a galileai herceg és annak birtokai fölötti uralmának; emellett – a koronázási helyszín és időpont gondos megválasztása révén – mégiscsak sikeresen hozta összefüggésbe a jeruzsálemi királyt Jézus Krisztussal és a biblikus zsidó királyokkal. Koronázási esküjében I. Balduin fogadalmat tett a Szent Sír szolgálatára és védelmezésére, továbbá arra, hogy igazságosan és békében uralkodik Jeruzsálem népe fölött. A későbbi jeruzsálemi királyokkal ellentétben a pátriárka védelme nem szerepelt esküjében.

#### Háborúk a Szentföldért
Az új király legfontosabb feladatának országa megerősítését tekintette. Ehhez pénzre volt szüksége, a királyság nagyobb részét azonban mezőgazdasági művelésre alkalmatlan terület tette ki, és egyetlen városban sem volt számottevő ipar. I. Balduin edesszai grófként nagyobb jövedelemmel rendelkezett, mint jeruzsálemi királyként. 1101 tavaszán ezért portyákat vezetett, valamint a korábban foglyul ejtett muszlimokat magas váltságdíj ellenében elengedte, pénzgondjait így átmenetileg sikerült megoldania.
A királyság megszilárdításának érdekében még a koronázás előtt, november közepe táján kisebb, megfélemlítésnek szánt támadást indított a Holt-tengeren túlra: lovagjaival előbb Aszkalon alatt vonult fel, majd onnan egészen a Petra közelében levő Szent Áron-kolostorig jutott. A hadjárat nem járt területszerzéssel, a gyors és sikeres előrenyomulás azonban megfélemlítette az arabokat, akik így néhány évre felhagytak a Jeruzsálemi Királyság támadásával.
A következő hadjárat feltételeit az 1101. április 15-én a jaffai kikötőbe érkező, a pápai legátust szállító genovai hajók teremtették meg. I. Balduin egyezményt kötött a genovaiakkal: a majdani zsákmány egyharmadáért a genovaiak egy évre a jeruzsálemi uralkodó szolgálatába szegődtek, valamint a genovai kereskedők minden meghódított város bazárnegyedében kaptak egy utcát. Támogatásukat maga mögött tudva a király Arszuf ellen vonult: a jeruzsálemi seregek a szárazföldön, a genovaiak a tengeren. A túlerővel szemben a muszlim lakosok szabad elvonulás fejében megadták magukat; a jeruzsálemi király helyőrséget állított a városban, majd a hadsereggel továbbhaladt Caesarea falai alá. A király felajánlotta a város vezetőségének, hogy ha megadják magukat, szabadon távozhatnak muszlim területre; az elöljárók azonban bíztak a település erős bizánci védműveiben, és nem tárgyaltak az uralkodóval. A jeruzsálemiek és a genovaiak május 2-án kezdték meg az ostromot; május 17-én egy rohammal bevették a várost. A keresztesek vérengzést rendeztek a városlakók között, korlátlanul fosztogattak és gyilkoltak: „a kegyetlenkedés célzatos volt, Balduin meg akarta mutatni, hogy ha ellenfelei egyezségre jutnak vele, megtartja nekik tett ígéreteit. Máskülönben könyörtelen.”

##### Az első és a második ramlai csata
A király és a jeruzsálemi fősereg távollétét kihasználva az egyiptomi uralkodó vezíre, al-Afdal támadást tervezett a királyság ellen. Szád ad-Daula al-Kavaszi mameluk vezetésével az egyiptomiak május közepén mintegy harmincezer főnyi haderőt vontak össze Aszkalonnál, ahonnan Ramla városáig nyomultak előre. Az egyiptomiak a főváros bevételét tűzték ki célul; azonban a jeruzsálemi főhad sietve átvonult Ramlába, a muszlimok így visszakényszerültek Aszkalonba. A jeruzsálemi seregek Ramla megerősítése után Jaffa mellett ütötték fel táborukat, s egész nyáron ott-tartózkodtak.
Augusztus végén egy elfogott levélből I. Balduin értesült arról, hogy további egyiptomi csapatok érkeztek Aszkalonba. Az így megerősödött Szád ad-Daula szeptember 4-én indította el seregét Ramla külvárosa felé. Két nappal később a jeruzsálemi haditanács az azonnali támadás mellett döntött, annak ellenére, hogy a keresztesek összesen kétszázhatvan lovast és kilencszáz gyalogost tudtak kiállítani, szemben a tizenegyezer lovasra és huszonegyezer gyalogosra duzzadt egyiptomiakkal. A keresztes hadurak saját embereik képzettségébe vetették bizalmukat, minthogy az egyiptomi sereget jórészt képzetlen, sebtében besorozott újoncok és könnyű fegyverzetűek alkották. A jeruzsálemi hadat öt részre osztották, ebből két egységet irányított a király.
Szeptember 7-én virradatkor a frankok lecsaptak az egyiptomiakra: a támadást egy Bervold nevű lovag vezette az első osztag élén, de mind embereit, mind a segítségére siető második egységet az egyiptomiak megölték, és a harmadik, galileai egységet is menekülésre kényszerítették. Az arabok ekkora biztosak voltak győzelmükben, ezért váratlanul érte őket a Balduin király vezette lovagok rohama. Az ötezer főt vesztő szaracénok meghátráltak, a jeruzsálemiek pedig egészen Aszkalonig űzték a megfutamodott ellenséget. A Jaffába menekülő galileai egység ezenközben azt mondta az ott várakozó királynénak és az udvarnak, hogy az ütközet elveszett, és maga a király is elesett. Küldöttek mentek Tankréd antiochiai régenshez, hogy segítséget kérjenek tőle; másnap reggel azonban a király győztes serege élén bevonult Jaffába.
Az egyiptomiak nagy veszteségeket szenvedtek ugyan az első ramlai ütközetben, de az egyiptomi támadások csak rövid időre akadtak meg: Egyiptom hatalmas tartalékokkal rendelkezett, ez pedig lehetővé tette, hogy vezírje a következő év tavaszára egy körülbelül húszezer arabot és szudánit számláló sereget állítson fel. Az új egyiptomi had parancsnoka a vezír fia, Saraf al-Maálí volt.
Az egyiptomi támadás 1102 májusának közepén indult meg Aszkalon alól Ramla felé. A keresztesek felkészültek a védekezésre, a jaffai erődben többezres sereg állomásozott, és szükség esetén a galileai helyőrség egységei is bevethetőek voltak. A felderítők azonban félretájékoztatták a jeruzsálemi királyt a közeledő ellenség létszámáról, aki így kisebb rablócsapatnak vélte őket. 1102. május 17-én a király mindössze kétszáz, más források szerint ötszáz lovassal indult az egyiptomiak ellen: „[…] amikor kiértek a síkságra és maguk előtt látták a hatalmas egyiptomi sereget, Balduin rádöbbent tévedésére. De visszafordulni már nem lehetett,” mivel az egyiptomiak körbezárták őket. A keresztes csapat nagy része elesett, maga a király viszont közvetlen kíséretével el tudott menekülni a ramlai erődbe.
Mivel eddigre beesteledett, az egyiptomiak nem kezdtek bele az erőd ostromába. A ramlai vár elhanyagolt állapotban volt, egyetlen védhető tornya maradt, és a várban rekedtek semmilyen felmentő seregben nem reménykedhettek. I. Balduin király – megfogadva egy arab emír tanácsát, aki a király egy előző csatában tanúsított lovagiasságát akarta meghálálni – éjszaka kiszökött a várból, és az emír kalauzolásával sikeresen átjutott az ellenség vonalán. Hajnalban az egyiptomiak megrohamozták a ramlai várat: az ütközetben jóformán az összes keresztes elesett, ekkor vesztette életét többek között István, Blois grófja, I. István burgundi gróf, VI. Hugó lusignani nagyúr és II. Gottfried vendôme-i gróf. Néhány lovagot váltságdíj reményében életben hagytak, őket magukkal hurcolták fogságba. Az egyiptomi had a ramlai győzelem után Jaffa alá menetelt, ahol a jeruzsálemi királyné és az udvar tartózkodott; és május 20-án szárazföldi és tengeri blokádot vontak a város köré.
A király, akinek életben maradása kulcsfontosságú volt a keresztesek számára, Arszufba menekült. Május 19-én este érkezett a városba, ahol még aznap csatlakozott hozzá az egyiptomi sereg közeledtére délre vonuló Hugó galileai herceg és nyolcvan lovagja. Másnap reggel a király hajóra szállt: egy angol kalandor, Godric segítségével átjutott a Jaffa körüli egyiptomi blokádon, majd a városból kitörve bevitte a szárazföldön érkező galileai csapatot a falak mögé. I. Balduin ezután segítségért küldött a fővárosba, valamint az antiochiai és az edesszai udvarba; ám még az erősítés megérkezte előtt egy angol, francia és német katonákat és zarándokokat szállító hajóraj futott be a jaffai kikötőbe. A kellő utánpótlással a király május 27-én néhány óra leforgása alatt szétverte az ostromló egyiptomi sereget.
Nyáron az egyiptomi vezír még egy hadjáratot kezdeményezett, a szárazföldi csapatok azonban a vezérek viszálykodása miatt nem voltak hajlandóak túlmenni Aszkalonon. A muszlim előrenyomulás hírére Hauteville Tankréd és Bourcq-i Balduin a jeruzsálemi király segítségére siettek csapataik élén; szeptember végén a három keresztes vezető egyesült erővel legyőzte az egyiptomiakat, Aszkalon várát azonban nem merték ostrom alá venni.

#### A király és az egyház
Jeruzsálem városának bevétele után a pátriárka tisztségét először Chocques-i Arnulf töltötte be, de néhány hónap után, még 1099-ben leváltották. A helyébe kerülő Daimbert pisai érseknek kezdettől fogva nézeteltérései akadtak mind Bouillon Gottfrieddel, mind I. Balduin királlyal, a hagyományos vélekedés szerint azért, mert Daimbert pátriárka egy teokratikus elven alapuló keresztes államot képzelt el a Szentföldön. I. Balduin a koronázásakor nem újította meg azokat a területi megállapodásokat, melyeket a bátyja kötött a pátriárkával, ahogy nem ismerte el az egyházférfit Jeruzsálem urának sem. A mindenkori jeruzsálemi uralkodó szempontjából ugyanakkor létfontosságú kérdés volt az egyházzal való jó kapcsolat fenntartása, hiszen a pápaság finanszírozta a keresztes hadjáratok költségeinek egy részét, és az egyház vezette a katonai utánpótlást jelentő zarándokokat a Szentföldre. I. Balduin király mindezek ellenére a kezdeti megbékélés után folyamatosan civódott a pátriárkával az egyház államügyekbe történő beavatkozása miatt.

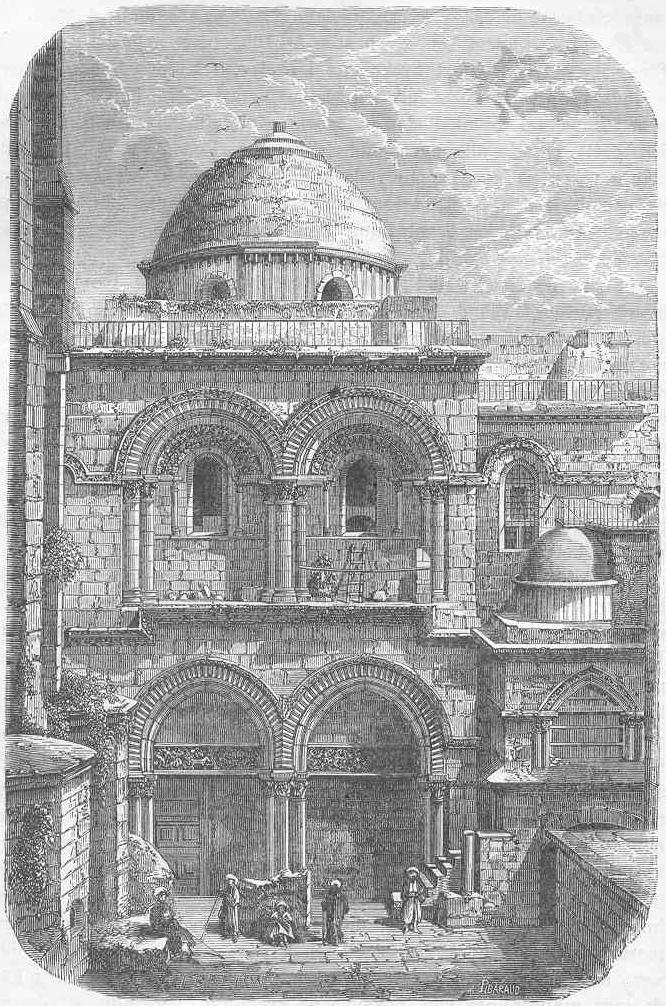
A Szent Sír-templom, a jeruzsálemi latin pátriárkák székhelye és a királyok temetkezési helye

Kapóra jött az uralkodónak, hogy kétség merült fel Arnulf pátriárka leváltása és Daimbert pátriárka kinevezésének törvényességével kapcsolatban. A pápához több panasz is érkezett ez ügyben, ezért II. Paszkál úgy döntött, legátust küld az események kivizsgálására.
A pápai legátus 1101 húsvétja előtt érkezett meg Móric portói püspök vezetésével. A király nyomban árulással gyanúsította Daimbert pátriárkát; vádja alátámasztására azt a levelet mutatta meg, amelyben Bouillon Gottfried halála után a pátriárka meghívja I. Bohemund antiochiai fejedelmet a királyi trónra és egyben felszólítja, hogy szükség esetén akár fegyverrel akadályozza meg Balduin trónra jutását. A legátus hajlott arra, hogy elfogadja a király igazát: megtiltotta a pátriárkának, hogy részt vegyen a húsvéti szertartásokon. A pozícióját féltő Daimbert megszorítottságában az uralkodóhoz fordult segítségért: háromszáz bizánci aranyat ajánlott fel a vádak ejtéséért cserébe. A pénzszűkében lévő I. Balduin elfogadta az összeget, majd hivatalosan bejelentette a legátus előtt, hogy „nagylelkűen megbocsát Daimbertnak.” Kettejük ellentéte azonban néhány hónappal később ismét kiéleződött: a szüntelen hadviselés költségeinek fedezéséhez az uralkodó anyagi támogatást kért a pátriárkától, aki először megtagadta ezt, majd a pápai legátus győzködésére elvállalta egy lovas osztag fenntartását, az összeget azonban a király ismételt felszólítására sem fizette ki.
Ugyanezen év őszén egy normann herceg ezer aranyat adományozott a pátriárkának azzal, hogy az összeg egyharmadát a Szent Sírnak, egyharmadát az ispotálynak, egyharmadát pedig a királyi sereg támogatására szánja. Daimbert megtartotta magának mind az ezer aranyat, csakhogy az adomány feltételei széles körben ismertek voltak, az uralkodó ezért panasszal fordult a pápai küldöttséghez. A legátus megfosztotta Daimbertet pátriárkai címétől. I. Balduin a Szentszék értesítésének ürügyén nem töltötte be a pátriárkai posztot; ezáltal a pátriárkai kincstárhoz is hozzáférést nyert. Jeruzsálem egyházi irányítását helytartóként Móric püspök vette át; ő viszont gyenge egészsége folytán 1102 késő tavaszán vagy kora nyarán meghalt.
1102 őszén Tankréd antiochiai régens a királynak nyújtandó katonai segítséget Daimbert pátriárka visszaállításától tette függővé. Mielőtt a király határozhatott volna, újabb pápai legátus érkezett Róbert párizsi bíboros személyében. Nem akarván egyik felet sem magára haragítani, a jeruzsálemi király egy zsinatra bízta a pátriárka megválasztását. A zsinat tanácskozása idejére ideiglenesen megint Daimbert került a pátriárkai székbe. A pápai legátus elnökölte zsinat megfosztotta Daimbertet tisztségétől: az indoklásban szerepelt a trónutódlási viszályban betöltött szerepe, valamint az, hogy az egyházfi visszaélt a kórházaknak szánt adományokkal. A Daimbertet követő pátriárkákat a király óhajának megfelelően választották meg, s kinevezésükhöz a pápa is hozzájárult.
Daimbert utódjának a palesztinai püspökök a király nyomására egy Evremar nevű idős, köztiszteletben álló papot szavaztak meg pátriárkának. Evremar nem avatkozott bele az államügyekbe, a tényleges hatalmat a háttérből a valamikori pátriárka, Arnulf gyakorolta, aki segítőkészen, hűen viszonyult a királyhoz.
Az elűzött Daimbert pisai érsek a pápához ment kifogást emelni elmozdítása ellen, és úgy állította be azt, mint a világi hatalom beavatkozását az egyház dolgaiba. A szentatya ugyan helyt adott neki és visszahelyezte posztjába, ám a volt pátriárka útban a Szentföldre, 1107. június 15-én meghalt. A pápához ezenközben az összes érintett féltől érkeztek panaszok: Evremar pátriárka az egyház ügyeibe való illetéktelen beavatkozást nehezményezte; I. Balduin király a pátriárka alkalmatlanságára panaszkodott, a latin papság pedig azt vitatta, hogy Daimbert visszahelyezése, majd halála után Evremar jogosan maradt-e a pátriárkai székben. II. Paszkál Gibelin de Sabran arles-i érseket kérte fel a helyzet megoldására. Az érsek 1108 tavaszán elutazott Jeruzsálembe az ügy rendezésére: Evremart alkalmatlannak találta a pátriárkai posztra, és megfosztotta kinevezésétől. Újabb zsinat ült össze, amelyen a király tanácsára végül magát Gibelint választották pátriárkává. Az idős arles-i érsek halálára már lehetett számítani: mikor négy év múlva meghalt, ismét Arnulf lett a pátriárka. Az új egyházi vezető és a jeruzsálemi király hathatósan együtt tudott működni a királyság ügyeiben: Arnulf nem ragaszkodott egy teokratikus állam kiépítéséhez, alárendelte magát az uralkodó akaratának és a világi hatalomnak. Az egyház támogatásának megszerzése után a király bőkezűen adományozott neki a hitetlenektől elhódított területekből.
I. Balduin király igyekezett elsimítani a latin, valamint a helyi ortodox és eretnek keresztények közötti ellentéteket. A király együttműködése a bizánci keresztény melkita papsággal még Daimbert pátriárka idejében kezdődött: az uralkodó az egyházfi hatalmát ellensúlyozandó támogatta a melkitákat. 1101 húsvétja után a király eltörölte a korábbi pátriárkák azon rendelkezését, mely kitiltotta a görögkeletieket a Szent Sír-templomból. A főpapok a frankok közül kerültek ki, bár a kiemelt szerepet betöltő Szent Sír-templomban görög kanonokok is dolgoztak. A Szent Sír-templom kapcsán tett gesztusával, valamint az ortodox monostorok akadálytalan működésének és az ortodox zarándokok zavartalan utazásának biztosításával az uralkodó megnyerte magának minden palesztinai keresztény támogatását. Uralkodásának utolsó éveiben előmozdította a szomszédos muszlim országokban élő keresztények bevándorlását, tekintet nélkül arra, melyik egyházhoz tartoztak. Az így bevándorló szíreket főként a keresztes ostrom utáni vérengzéstől elnéptelenedett Jeruzsálembe telepítették. Maga I. Balduin király gondosan ügyelt arra, nehogy megsértse a nem latin keresztényeket életmódjukban vagy vallásukban: „udvarában szabadon használhatták nyelvüket és szokásaikat, s az egyház sem avatkozhatott vallási gyakorlatukba.” Hasonlóan bánt a muszlimokkal és a zsidókkal is: a királyságban több mecset és zsinagóga működött, a törvényszéken mindenki a saját vallása szent könyvére tehetett esküt. Pártfogolta a vegyes, tehát nem azonos vallásúak házasságát – elsősorban a latin és nem latin keresztények között, de muszlim személlyel is engedélyezett volt házasságot kötni –; részben mivel így remélte biztosítani a jeruzsálemi haderő személyi utánpótlását.
Országa pozíciójának erősítése érdekében I. Balduin király elérte a pápánál, hogy 1109–1110 folyamán az eredetileg az aszkaloni egyházmegye alá tartozó Betlehemet püspöki székhellyé minősítsék. Emellett kérvényezte, hogy az általa elfoglalt területek és városok egyházszervezetileg a jeruzsálemi patriarkátushoz kerüljenek, ne pedig az antiochiaihoz. II. Paszkál pápa 1111. június 8-án kiadott bullájával teljesítette a király óhaját; az antiochiaiak tiltakozására azonban később úgy módosította rendeletét, hogy a visszafoglalt városokat ahhoz az egyházmegyéhez kell csatolni, amelyikhez a muszlim hódítás előtt tartoztak.

#### Hódító hadjáratok
1103 tavaszán I. Balduin kísérletet tett az egyiptomi kézen lévő Akkon bevételére; de a települést egy tizenkét gályát számláló egyiptomi hajóraj az utolsó pillanatban felmentette. Nyáron a jeruzsálemi seregek a Kármel-hegy környékén vették fel a harcot a zarándokutat veszélyeztető rablókkal; a király súlyosan megsebesült az egyik összecsapásban, az életveszélyes sérülésből több hónap alatt épült fel.
1104. május 6-án a genovai és a pisai hajóhaddal szövetkezve a jeruzsálemi had újból megostromolta Akkont. Egyiptom nem küldött erősítést a várvédőknek, ezért május 26-án a város parancsnoka megadta magát. Feltételeit – a távozni akaró lakosok szabad elvonulása, az ottmaradók az éves adó megfizetése mellett békében élhetnek a király alattvalóiként – I. Balduin király teljesítette, sőt, a városban maradott muszlimok részére egy mecsetet is fenntartott. A taljánok viszont felrúgták az egyezményt, és a városfalon kívül kifosztották, meggyilkolták a tehetősebb muszlimokat. A király büntetésként rá akart támadni a taljánokra, de Evremar pátriárka megbékítette a feleket. Akkon révén a királyság szert tett egy minden időjárási viszonyok közt biztonságos kikötőre: ide futottak be az újabb kereszteseket szállító európai hajók, továbbá a város fontos kereskedelmi csomópont volt. 
1105 augusztusában al-Afdal egyiptomi vezír szövetséget kötött Tugtakín damaszkuszi atabéggel: ötezer arab lovasból és szudáni gyalogosból, valamint 1300 lovas íjászból álló sereggel indultak Jeruzsálem ellen. Augusztus 27-én a harmadik ramlai csatában az összevont damaszkuszi–egyiptomi sereg állt szemben a galileai, haifai és hebroni helyőrséggel kiegészített királyi fősereggel, amelyhez a pátriárka is csatlakozott százötven emberrel és a Szent Kereszttel. Az összecsapást a frankok nyerték meg; a szaracénok visszavonultak Aszkalonba. A harmadik ramlai csata zárta le az egyiptomi uralkodóknak a Szentföld visszahódítására tett kísérleteit. Az elkövetkező évtizedben több kisebb egyiptomi betörés és portyázó támadás zajlott a határvidéken, de ezek nem voltak jól megszervezett hadjáratok, és a királyságra sem jelentettek veszélyt.
Az egyiptomi fenyegetés elhárulásával I. Balduin király stratégiailag fontos városok megszerzését tűzte ki célul. A kikötők és a tengerparti városok létfontosságúnak bizonyultak a keresztes államok számára, minthogy a tengeri útvonalak jelentették a legbiztonságosabb összeköttetést Európával. Szintén tengeren érkezett az utánpótlás, további keresztes csapatok, zarándokok és szerzetesek; ez pedig kiemelt indok volt, hiszen az állandó háborúskodás miatt I. Balduin mindig emberhiánnyal küzdött, seregéhez nem csatlakoztak elegendően. A nagy itáliai kereskedővárosok – Pisa, Velence és Genova – felismerték a tengeri kereskedelemben és a hajózásban rejlő lehetőségeket. Segédcsapatokkal és pénzzel támogatták a kikötők ostromát, cserébe pedig kereskedelmi privilégiumokat kaptak a meghódított városokban. A király először Szidón ellen tervezett támadást: 1106-ban a város kormányzója még egy nagyobb összegért fegyverszünetet vásárolt, de 1108 augusztusában I. Balduin néhány itáliai hajó támogatásával ismét a város ostromára készült. Egy egyiptomi hajóraj legyőzte az olaszokat, a szidóni kormányzó pedig fegyverszünet helyett a damaszkuszi törökök segítségét vásárolta meg, akik visszavonulásra kényszerítették a királyt.
1108 végén I. Balduin király tíz évre szóló fegyverszünetet kötött a damaszkuszi atabéggel, és felosztották egymás között a Galileai-tenger keleti partján található, Szavádnak nevezett rész és Adzslún körzetének jövedelmét: egyharmad-egyharmad illette a béget, a királyt, valamint a helyi elöljárókat. A fegyverszünetet vélhetően azért kötötték, hogy fellendülhessen a vidéken áthaladó kereskedelem, melyből mindkét vezető jelentős bevételeket remélt. A tűzszünet ugyanakkor kizárólag ezekre a területekre vonatkozott, az ország más részein a felek továbbra is harcban állt egymással.

##### A Tripoliszi Grófság létrejötte

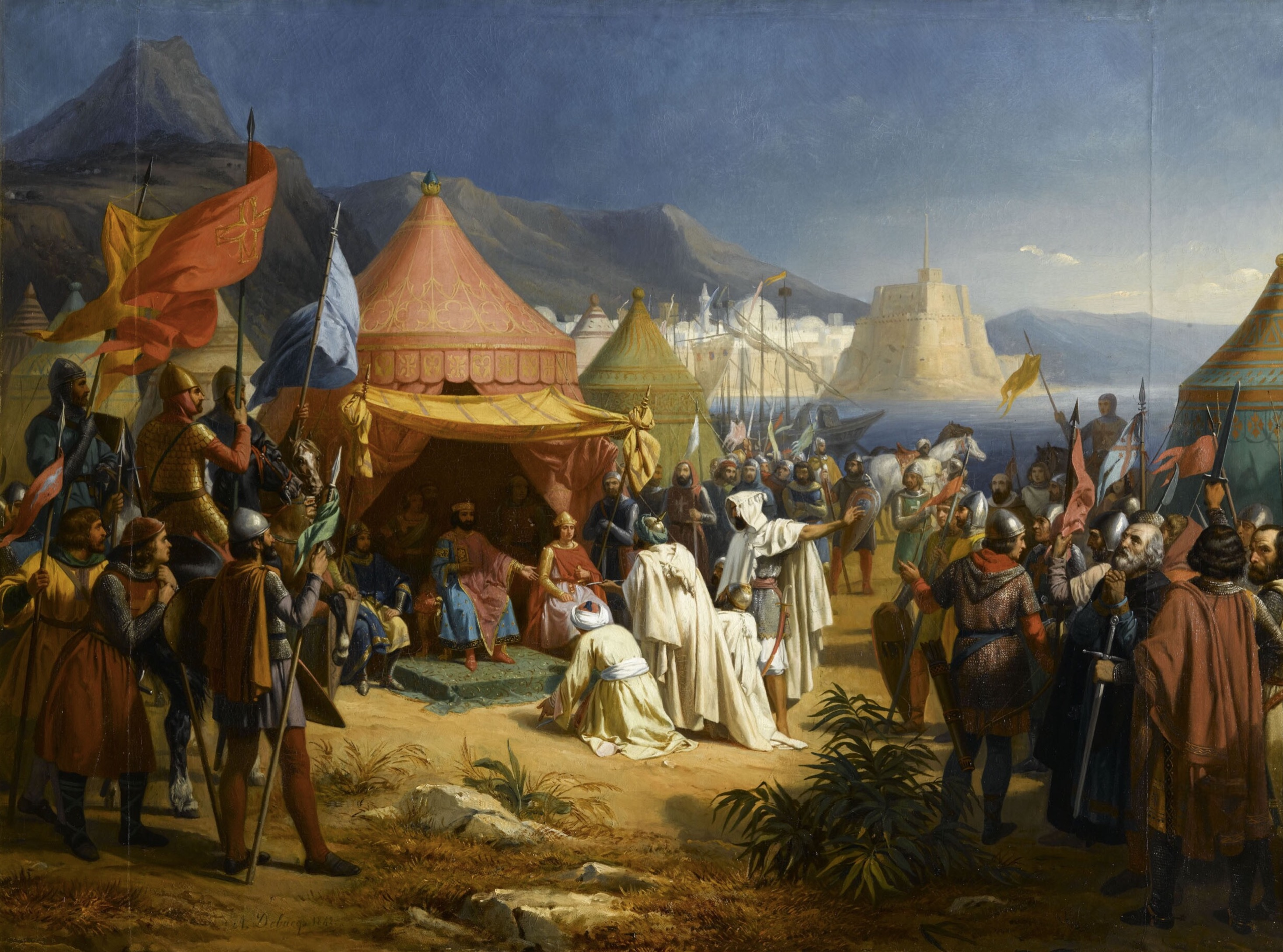
Bertrand toulouse-i gróf fogadja a tripoliszi kádi követségét

1108 őszén Bertrand toulouse-i gróf megérkezett a Közel-Keletre, hogy átvegye atyai örökségét: a Tripolisz környéki területekről volt szó, melyeket korábban elfoglaltak a keresztesek, noha maga a város még muszlim kézen volt. A birtokokat helytartóként kormányzó Vilmos Jordán cerdanyai gróf nem akart lemondani; és igényének érvényesítéséhez megszerezte Tankréd antiochiai régens támogatását. Bertrand toulouse-i gróf erre a jeruzsálemi királyhoz folyamodott, és ezzel egy időben elismerte őt uralkodójának. I. Balduin minél gyorsabban véget kívánt vetni a keresztesek közötti viszálykodásnak, ezért a királyi ítélőszék elé idézte a két grófot. Az ítélőszék 1109 júniusában ült össze Tripolisz falai alatt; a vitázó feleken kívül megjelent rajta Tankréd antiochiai régens, II. Balduin edesszai gróf és Josselin de Courtenay is. Az egyeztetések eredményeként az örökséget felosztották a cerdanyai és a toulouse-i gróf között; előbbi az antiochiai régensnek, míg utóbbi a jeruzsálemi királynak tett hűbéresküt. Az ítélőszék ülése után az egyesült keresztes seregek hozzáfogtak Tripolisz ostromához; ebben genovai és provance-i hajók blokádja segítette őket. A város helyőrsége hamar megadta magát; parancsnokuk az akkonihoz hasonló feltételeket szabott, melyekbe I. Balduin király beleegyezett. 1109. július 12-én a keresztények bevonultak Tripoliszba: a város kétharmada I. Balduin és Bertrand toulouse-i gróf, egyharmada pedig a genovaiak fennhatósága alá került. A jeruzsálemi hadsereg által megszállt kerületekben a hatalomátvétel a megadási egyezménynek megfelelően zajlott, a genovaiak azonban megint fosztogatásba kezdtek.
Az elfoglalt város és a hozzá tartozó területek Bertrand toulouse-i grófé lettek, aki felvette a tripoliszi grófi címet, és megerősítette az I. Balduinnak tett esküjét. Ilyenformán létrejött a sorban utolsó keresztes állam is. Vilmos Jordán cerdanyai gróf kis időn belül meghalt; birtokrésze a felosztáskor kötött megállapodás szerint a tripoliszi fejedelemséghez, közvetve pedig a jeruzsálemi király fennhatósága alá került. A tripoliszi események eredményeként a Jeruzsálemi Királyságnak új vazallus állama lett; emellett azzal, hogy I. Balduin királyt kérték fel döntőbírónak, a keresztesek nagyurak „voltaképpen elismerték [őt] az egész keleti kereszténység királyának” és minden keleten élő frank legfőbb hűbérurának.

##### Türosz és Aszkalon; a keresztes fejedelmek összefogása
1110 februárjában I. Balduin király Bejrútot ostromolta. A harcokban néhány tripoliszi egység mellett genovai és pisai hajók is részt vettek. A település kormányzója a blokád sikertelen áttörésének kísérlete után elmenekült. Május 13-án a város elesett; I. Balduin király ezúttal sem tudta megakadályozni az olaszok vérengzését. Bejrútból a király Edessza felmentésére sietett: Maudúd moszuli atabég áprilisban csapatokat vont össze Edesssza alatt a város elfoglalásához. II. Balduin edesszai gróf megszorítottságában unokatestvéréhez fordult; a moszuliak felhagytak az ostrommal a jeruzsálemi királyi csapatok jövetelének hírére. II. Balduin gróf a király tanácsára úgy döntött, hogy feladja az Eufrátesztől keletre eső országrész határainak őrzését, csupán Szarúdzsban és pár kisebb várban tart fenn helyőrséget. Megkezdték az ott élő keresztények átköltöztetését a folyó jobb partjára, de a moszuli atabég kémjeitől értesült a tervről, és lemészárolta a lakosokat.

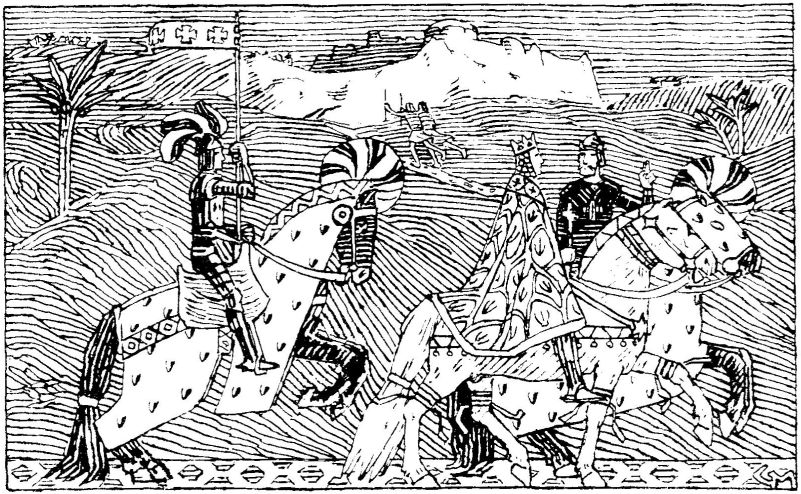
I. Balduin jeruzsálemi és I. Sigurd norvég király hadjáratuk során

I. Sigurd norvég király a bejrúti hadművelet után érkezett meg a Szentföldre; a norvég uralkodó felajánlotta a jeruzsálemi királynak a norvég flotta segítségét az újbóli Szidón elleni támadáshoz. Az ostrom októberben kezdődött; a város december 4-én – megint az akkonihoz hasonló feltételekkel – megadta magát. Szidónban nem ismétlődött meg az akkoni és a bejrúti mészárlás; a távozni akaró lakosok szabadon elmehettek. A norvégok ezután hazaindultak a Szentföldről.
Szidónnal a keresztesek uralma kiterjedt az egész szíriai partvidékre, a szaracénok mindössze a déli Aszkalont és a középső szakaszon elhelyezkedő Türoszt tartották még. Szidón megszerzése után a király azonnal Aszkalont vette célba, de Samsz al-Hiláfa, az aszkaloni fátimida kormányzó hétezer dinárt ajánlott a fegyverszünetért. Csakhogy a fátimida kormányzat nem adta áldását az ügyletre: az egyiptomi vezír a városba küldte embereit az aszkaloni kormányzó megbuktatására, mire az a jeruzsálemi királyhoz menekült, és felkínálta neki városát. I. Balduin háromszáz frank harcost adott a kormányzónak a város biztosítására, de 1111 júliusában a lakosság fellázadt Samsz al-Hiláfa ellen, és végeztek vele meg a jeruzsálemi katonákkal. November elején a jeruzsálemi hadsereg Türosz bevételével próbálkozott, bár flotta nem állt a rendelkezésükre, mivel nem sikerült megegyezniük a bizánciakkal a katonai segítségadás feltételeiről. A városostrom hónapokon keresztül húzódott, mígnem kormányzója végül Tugtakín damaszkuszi atabég segítségét kérte. 1112. április 12-én a keresztesek kénytelenek voltak visszavonulni a damaszkusziak elől Akkonba. Ekképpen mind Aszkalon, mind Türosz muszlim kézen maradt.
1111 tavaszán Tankréd antiochiai régens belefogott Saizar ostromába, de nyáron Maudúd moszuli atabég irányítása alatt arab szövetségesek érkeztek a település felmentésére. A régens I. Balduin királyhoz folyamodott segítségért. Szeptemberben a jeruzsálemi uralkodó felhívására tizenhatezer fős keresztes had gyűlt össze: a tripoliszi és az edessszai gróf mellett a királyság legfontosabb hűbérurai, valamint az antiochiai vazallusok is csatlakoztak a sereghez. A keresztesek nem akartak felesleges kockázatot vállalni, a muszlimok pedig nem mertek kiállni egy ekkora haderő ellen, ezért valódi ütközetre végül nem került sor: a szaracénok visszahúzódtak Saizar falai mögé, csapataik szép lassan megfogyatkoztak, legvégül ősszel maga a fővezér is visszatért Moszulba.
1112 decemberében meghalt Tankréd antiochiai régens; helyébe Salernói Roger lépett, akit II. Balduin edesszai grófhoz rokoni, Pons tripoliszi fejedelemhez pedig baráti viszony fűzött a Tankréd ideje alatt jellemző viszálykodás helyett. Mindhárman elismerték hűbéruruknak a jeruzsálemi királyt; a négy keresztes vezető összetartásának köszönhetően a frankok uralma ekkor ért a csúcspontra Észak-Szíriában.
1113 nyarán I. Balduin király nyíltan összecsapott Tugtakín damaszkuszi atabéggel: arab forrásokra támaszkodva Steven Runciman azt írja, hogy a király kezdeményezett hadjáratot, Foucher de Chartres és az ő munkájára hagyatkozó történészek viszont a damaszkusziaknak tulajdonítják a háború kirobbantását. A damaszkusziak szövetkeztek a moszuli atabéggel meg egy ortokida vezérrel, és együttes erővel a június 13-i szannabrai csatában súlyos vereséget mértek a jeruzsálemi királyra, aki az erősítés bevárása nélkül, 700 lovag és 4000 gyalogos élén ment az ellenség elébe. A muszlimok megszállták Galileát, egészen Tibériás vidékéig behatoltak a királyság területére. A jeruzsálemi királyt keresztes uralkodótársai segítették ki; és bár I. Balduin nem mert támadni, az összevont frank csapatokkal szemben a szaracénok végül meghátráltak, és augusztusban visszahúzódtak Damaszkuszba, ahol Maudúd moszuli atabéget kora ősszel egy aszaszin meggyilkolta. A moszuli atabég elleni merénylet megbosszulására, valamint a helyi muszlim hatalmasságok letörésére 1115 februárjában I. Muhammad nagyszeldzsuk szultán Burszuk ibn Burszuk parancsnokkal több tízezer fős sereget indított Szíriába. A függetlenségüket féltő helyi muszlim fejedelmek – többek között Tugtakín damaszkuszi atabég, Ilgází ortokida uralkodó és az aleppói régens – szövetségre léptek a keresztes fejedelmekkel: I. Balduin király ötszáz lovaggal és ezer gyalogossal csatlakozott a koalícióhoz, mely harc nélkül visszaszorította a szeldzsukokat, ezután felbomlott. Burszuk ibn Burszuk ugyan hamarosan visszatért, de Salernói Roger és II. Balduin edesszai gróf a szeptember 14-i Tell Dánith-i ütközetben szétkergették a szeldzsuk sereget.
Miután ezzel az északi határterületekről egy időre elhárult a fenyegetés, I. Balduin a déli határvidékre, az egykori edomiták földjére koncentrált. A koronázást megelőző expedíciótól eltekintve korábban csak egy rövid hadműveletet hajtott végre a térségben: 1107-ben a királyi sereg felvonultatásával véget vetett az itteni görög monostorokat háborgató török betöréseknek, és megbüntette a törököknek segédkező beduinokat. 1115 őszén a király expedíciót vezetett Araba völgyén át a mai Sobakhoz. A térségben két várat is építtetett: a nagyobb sobaki krak de Montréalt, valamint a Vádi Múszához közeli, a vádi után Li Vaux Moise névre keresztelt erődítményt. Egy évvel később visszatért, és katonáival ekkor eljutott egészen a Vörös-tengerig: elfoglalta Eilat városát és a Fáraó-szigetet. Mindkét helyen őrséggel ellátott erődöt létesített. Az erődöknek hála a keresztesek ellenőrizhették a Damaszkusz, Arábia és Egyiptom közötti utakat, karavánokat, egyszersmind megnehezítették a muszlim csapatok eljutását keletről Egyiptomba. A vörös-tengeri expedíció után a király blokádot vont Türosz köré; a továbbra is ellenálló város körüli gyűrűt Szkandelion várának megépítésével zárta be.

#### Belügyek: az államszervezet és a szicíliai házasság
Keveset lehet tudni arról, I. Balduin király miként irányította országa belügyeit. A Jeruzsálemi Királyság feudális berendezkedésű volt, az ország legnagyobb részét a király tartotta kézben az általa kinevezett vicecomes-okon keresztül. Az újonnan meghódított területeken I. Balduin olykor feudumokat hozott létre, ezzel megvetette a későbbi földbirtokos bárói réteg alapjait; noha a király óvatosan és csak kevésszer adományozott hűbérbirtokot, lovagjai és katonái szolgálattételét inkább pénzbeni juttatásokkal honorálta. Ügyelt arra, hogy a hűbérbirtokok ne váljanak örökletessé: legfőbb hűbérúrként az uralkodó visszavehette őket, a vazallus halála esetén tetszése szerint rendelkezhetett velük. I. Balduin uralkodása alatt előfordult, hogy a legnagyobb hűbérbirtok, a galileai hercegség hosszabb időre fejedelem nélkül maradt.
A törvény a szokásjogon alapult; az első törvénykönyvet Bouillon Gottfried és I. Balduin király idejében állították össze. A szokásjogot királyi rendeletek egészítették ki, illetve magyarázták. Reinhold Röhricht német történész 1893-as, Regesta Regni Hierosolymitani című művében, vagyis a Jeruzsálemi Királyság kancelláriája által kibocsátott okiratok gyűjteményében tizenhárom oklevél és egy levél szerepel I. Balduin király neve alatt; az újabb kutatások fényében azonban ez a szám bővült. I. Balduin király pecsétjének elülső oldala trónon ülő, kezében jogart és országalmát tartó koronás királyt ábrázolt, körben a felirat: „+Balduinus Dei gra[tia] • rex Hierusalem” [Balduin, Isten kegyelméből Jeruzsálem királya]. A hátoldalon Jeruzsálem látképe: városfal középen kapuval, a fal fölött balra a Szent Sír-templom, középen a Dávid-torony, jobbra a Templum Domini. Körben a felirat: „+Civitas Regis regum omnium” [minden királyok Királyának városa].

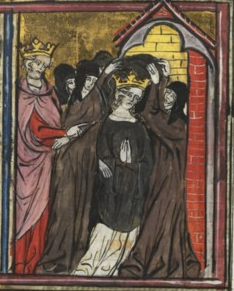
Arda királyné kolostorba kényszerítése

I. Balduin király valamikor 1105 környékén házasságtöréssel vádolta, majd pedig kolostorba kényszerítette második feleségét, Arda marasi úrnőt. A királyné elűzését a korabeliek többféleképp magyarázták: a királyné hűtlenségével és kicsapongó életmódjával; a király abbéli reményével, hogy ha újraházasodik, a hozománnyal enyhíthet a pénzszűkén; Guibertus de Novigento krónikás szerint pedig a királynét még az Antiochiából Jaffába tartó hajóút alatt muszlim kalózok erőszakolták meg. Foucher de Chartres, a király káplánja és krónikása semmilyen indokot nem ad meg. Attól eltekintve, hogy a frigy a kezdetektől fogva boldogtalan volt, felbontásának politikai okai lehettek: nem származott belőle a trónöröklést biztosító gyermek, apósa sosem fizette ki I. Balduinnak a teljes hozományt, ráadásul az Edesszában még fontos örmény kapcsolatok jeruzsálemi királyként elértéktelenedtek I. Balduin számára.
1112-ben a király megkérte Adelaide del Vasto itáliai nemesasszony (1075–1118) kezét. I. Roger szicíliai gróf özvegyeként Adelaide del Vasto gazdag hozománnyal rendelkezett, mely megoldást jelenthetett a jeruzsálemi király állandó pénzgondjaira, ezenfelül a menyasszony szicíliai normann kapcsolatai révén Jeruzsálem értékes szövetségeseket nyerhetett, és ellensúlyozhatta valamelyest az antiochiai normannok erejét. A házassági szerződés szerint amennyiben a párnak nem születik gyermeke, a jeruzsálemi trón Adelaide del Vasto első házasságából származó fiára, II. Roger szicíliai grófra száll; kizárva ezzel az örökösödésből I. Balduin király bátyját, III. Euszták boulogne-i grófot, akit egészen addig vélhetően a gyermektelen király örökösének tekintettek. I. Balduin és Adelaide del Vasto 1113 szeptemberében keltek össze; az esküvői szertartást Arnulf pátriárka celebrálta.
A hatalmas hozományt a király hamar elköltötte építkezésekre és az elmaradt zsoldok kifizetésére. A házasság a gazdasági előnyök dacára sokakban ellenérzéseket váltott ki, hiszen az előző királyné még életben volt, az egyház pedig nem szentesítette válását a királytól. Ehhez hozzájárult, hogy a szicíliai királyné sem szült gyermeket a királynak, így II. Roger szicíliai gróf trónöröklése egyre valószínűbbnek tetszett. A bárók és a pátriárka ellenfelei kihasználták a törvénytelen házasság vádja által kínált támadási felületet, és feljelentették Arnulf pátriárkát a pápánál a bigámista frigy támogatása miatt. 1114-ben a pápai legátus felmentette tisztségéből a pátriárkát, aki erre Rómába utazott fellebbezni a döntés ellen. Rábeszélte a pápát, hogy tegye semmissé a legátus döntését: azzal a feltétellel került vissza a pátriárkai székbe, hogy mindent elkövet a jeruzsálemi uralkodó harmadik házasságának felbontásáért.

### Halála és utódlása
1117 márciusában a király súlyosan megbetegedett. Környezete meggyőzte arról, hogy betegsége az Adelaide del Vastóval kötött bigámista házasság büntetése, ezért az uralkodó felgyógyulása után a pápai legátus segítségével érvénytelenné nyilvánította harmadik házasságát, feleségét pedig visszaküldte Szicíliába. A házasság felbontását a királyság nagyurai és a papság is támogatták: a házassági szerződés értelmében ugyanis a korona az ismeretlen II. Roger szicíliai grófra szállt volna, a jeruzsálemi lovagok viszont szívesebben látták volna a trónon a király bátyját, akire többen bajtársként emlékeztek, és aki rendelkezett némi tapasztalattal a Szentföld viszonyairól. Adelaide del Vasto távozását követően a király gyóntatói tanácsára megpróbálkozott második felesége visszahívásával: Arda királyné ekkorra a király engedélyével már elhagyta a kolostort, és a bizánci fővárosban lakott édesapjával. A második királyné nem volt hajlandó lemondani kényelmes, szabados életéről; visszautasította volt férje ajánlatát.
1118 kora tavaszán a király vezetésével jeruzsálemi hadjárat indult a fátimida Egyiptom területére. A támadás a fámitidák 1113-as és 1115-ös betörésére volt válasz: a szaracénok első alkalommal a fővárosig merészkedtek, a második alkalommal kis híján elfoglalták Jaffát. A jeruzsálemi sereg egészen a Nílus deltájáig jutott: március 22-én bevonult Pelusium erődjébe, melynek őrei és lakói elmenekültek a keresztesek elől. A fizikai megpróbáltatások hatására a király 1103-ban szerzett sebe, mely sosem gyógyult meg teljesen, újból kinyílt: „egy nap sétálni ment néhány emberével, jól érezve magát, és odaért a folyó mellé, melyet a görögök Nílusnak hívnak, a héberek pedig Gihonnak, és amely közel volt ehhez a városhoz. Néhány lovag meglehetősen gyakorlottan használta dárdáit, hogy halakat ejtsen el; [a halakat] visszavitték a város melletti táborba, és elfogyasztották őket. A király ezután rosszul lett a megújuló erős fájdalomtól, melyet régi sérülése okozott.”
Március 25-én a jeruzsálemiek megkezdték visszavonulásukat, hogy hazaszállíthassák a királyt a fővárosba; ám I. Balduin király útközben, egy el-Arís melletti határmenti erődben, 1118. április 2-án elhunyt. Halálhírére „a frankok sírtak; a szír [keresztények] bánkódtak, és bánkódtak a szaracénok is, akik látták [a halottas menetet].” A korabeli leírások és későbbi krónikák tanúsága alapján 1117. június 16-án és december 11-én holdfogyatkozás volt, öt nappal később az északi fény tűnt fel az égen. A rendkívüli eseményt a királyok halálhírének hozójaként értelmezték.
I. Balduin király uralkodásának eredményeként a Jeruzsálemi Királyság fontos területekkel gyarapodott; hadjárataival, a muszlim támadások visszaverésével, valamint a többi keresztes állammal folytatott diplomáciája révén megszilárdította országát. Az általa kialakított királyi hatalmi struktúra változásokkal ugyan, de alapjait és lényegét tekintve a hattini csatáig fennmaradt.
Az uralkodót fivére mellé, a jeruzsálemi Szent Sír-templomban temették el április 7-én, virágvasárnapon. Sírja a 19. század első évtizedében kitört tűzben pusztult el végleg a többi jeruzsálemi királysírral egyetemben; azonban 18. századi rajzábrázolás fennmaradt róla.
I. Balduin király hivatalosan csak a halálos ágyán rendelkezett a bizonytalanná vált, ám annál fontosabb trónöröklés kérdéséről: kívánsága szerint első örököse a bátyja, ha ő azonban valamilyen okból nem fogadná el a királyi jogart, úgy az unokatestvérüket, Bourcq-i Balduint illeti. Bizonyos jelek arra utalnak: I. Balduin király számolt azzal, hogy bátyja egyrészt nem szívesen hagyná ott otthonát, másrészt idős kora miatt alkalmatlan volna az uralkodásra; ezért a jeruzsálemi uralkodó élete utolsó évében komolyan fontolgatta, hogy Bourcq-i Balduin edesszai grófot nevezi meg utódjának. A király halála után – óhajának megfelelően – a frank lovagok III. Euszták boulogne-i grófnak és II. Balduin edesszai grófnak ajánlották fel a trónt. III. Euszták visszautasította a jeruzsálemi koronát, így az II. Balduin edesszai grófra szállt.